# Piet Geelhoed
Piet Geelhoed (Kamperland, 1943 – Hilversum, 16 juli 2015) was een Nederlands scenarioschrijver en radio- en televisiemaker. 

## Loopbaan
In de jaren 70 en 80 maakte hij voor de AVRO kinderradioprogramma's samen met Boudewijn Klap, Burny Bos en Karel van de Graaf, zoals het programma Mikado. Daarnaast schreef hij onder andere de scripts van de films Martijn en de magiër, De Bende van Hiernaast en Peter en de vliegende autobus, en de televisieserie Thomas en Senior. Hierbij werkte hij samen met regisseur Karst van der Meulen.
Geelhoed werd in 2005 onderscheiden met de Gouden Cinekidleeuw.
Van 1988 tot 2005 was hij eindredacteur van Klokhuis. Ook schreef hij enkele kinderboeken.
Hij overleed op 71-jarige leeftijd.